# Publiczne Nauczycielskie Kolegium Języków Obcych w Toruniu
Publiczne Nauczycielskie Kolegium Języków Obcych w Toruniu – publiczna placówka edukacyjna w Toruniu, nad którą opiekę naukową i dydaktyczną sprawował Uniwersytet Mikołaja Kopernika w Toruniu.
Kolegium powstało w 1990 roku jako jedno z pierwszych w kraju. Nauka w placówce trwała 3 lata (6 semestrów), w trybie dziennym była bezpłatna. Absolwenci otrzymywali dyplom ukończenia NKJO oraz mogli uzyskać stopień licencjata Uniwersytetu Mikołaja Kopernika w Toruniu. Sprawując opiekę naukowo-dydaktyczną nad Kolegium, UMK umożliwiał absolwentom kontynuację studiów w celu uzyskania stopnia magistra. W związku ze zmianami prawa zostało zlikwidowane w 2013 roku.
Swoim studentom oraz pracownikom NKJO udostępniało bogato wyposażoną bibliotekę oraz dwie pracownie komputerowe. Księgozbiór biblioteki liczył około 20 tysięcy woluminów. Biblioteka NKJO służyła pomocą nie tylko słuchaczom szkoły, ale również studentom i nauczycielom języków obcych w rejonie.